# Ion James Muirhead Williams
Ion James Muirhead Williams ( 1912 - 2001) fue un botánico, ingeniero, explorador sudafricano, que realizó extensas expediciones botánicas a Madagascar, Mauritania, Sudáfrica, Réunion.
Williams se graduó con una licenciatura en ingeniería en la Universidad de Ciudad del Cabo. En los años siguientes trabajó como ingeniero. Después durante décadas actuó como botánico aficionado. Solo en 1972, obtuvo su graduación como botánico, por la Universidad de Ciudad del Cabo, realizando la defensa de la tesis: Revisión del género de árboles de plata (Leucadendron) y estudios de varios géneros de la familia de las Rutáceas (Rutaceae).
Gran parte del mérito ganado en su vida por Williams, fue su compromiso con la "Reserva Natural Vogelgat", cerca de Hermanus. En 1969 compró el área, procurando la construcción de vías y alojamientos en la reserva natural, a condición de importantes contribuciones al sistema del Herbario Fernkloof; y además, con gran dedicación, ayudó a la eliminación de especies exóticas invasoras de la flora de la reserva natural.

## Algunas publicaciones
- Studies in the genera of the Diosmeae (Rutaceae). Journal of South African botany. Editor	National botanic gardens of South Africa, 1973

- Some new combinations and three new species of Leucodendron. En: Jl. S. Afr. Bot. 1967, pp. 141–153

- A Revision of the Genus Leucadendron. En: Contribution Bot. Herb. 3, 425 pp. 1972

## Honores

### Galardones
- 1973: Medalla Harry Bolus
- 1984: Medalla del Centenario Cape Times, para la Conservación
- 1997: Medalla Hermanus Freedom

### Epónimos
- (Fabaceae) Indigofera superba C.H.Stirt.[2]

- La abreviatura «I.Williams» se emplea para indicar a Ion James Muirhead Williams como autoridad en la descripción y clasificación científica de los vegetales.[3]Antes se usaba "I.J.M.Williams"'